# Kościół św. Jerzego Męczennika i Podwyższenia Krzyża Świętego we Wrocławiu
Kościół świętego Jerzego Męczennika i Podwyższenia Krzyża Świętego – rzymskokatolicki kościół parafialny należący do dekanatu Wrocław wschód archidiecezji wrocławskiej. Znajduje się na osiedlu Brochów.
Jest to świątynia zbudowana w latach 1910-1911 według projektu architekta Oskara Hoßfelda z Berlina. Świątynia reprezentuje styl neoromański i swoim wyglądem nawiązuje do Kościoła św. Michała w Hildesheim. Budowla ma 34 metry długości i 17 metrów szerokości, może w niej przebywać ponad 1000 wiernych. Jest to trzynawowa bazylika filarowo-kolumnowa wzniesiona na planie krzyża łacińskiego, posiadająca wieżę, w której mieści się empora organowa. Wieża mierzy obecnie 38 metrów wysokości. Organy zostały wykonane przez firmę Sauer & Sohn z Frankfurtu nad Odrą.
Wysokość nawy głównej to 12 metrów, a naw bocznych to 6 metrów. Gzymsy, okna, wewnętrzne filary i słupy oraz portal zostały wykonane z żółto-szarego piaskowca. Malowanie wnętrza wykonał August Oetken z Berlina. Jego dziełem są polichromie znajdujące się na drewnianym suficie nawy głównej przedstawiające Mojżesza z Tablicą Praw, Chrystusa razem ze świętymi Piotrem i Pawłem oraz na pozłacanym sklepieniu absydy przedstawiające postać świętego Jerzego, patrona świątyni. Freski znajdujące się w nawach bocznych namalowano w latach 70. XX wieku i przedstawiają polskich świętych i błogosławionych m.in. św. Kazimierza, księdza Piotra Skargę i św. Jadwigę.
Autorem chrzcielnicy i witraży na chórze był Karl van Treek z Wrocławia. Obecne witraże zostały wykonane w 1959 roku i zaprojektowane przez profesora Stanisława Kopystyńskiego z Wrocławia, zamontowano je w latach 60. XX wieku.
Zdobienia ołtarza, ambony i ławki komunijnej zostały wykonane z drewna dębowego przez artystę rzeźbiarza Georga Schreinera z Ratyzbony. Natomiast sam ołtarz i ambona wykonano z białego belgijskiego wapienia. Ołtarz główny jest ozdobiony płaskorzeźbą przedstawiającą czterech ewangelistów, natomiast ambonę zdobią posągi czterech Ojców Kościoła.
Na placu przykościelnym znajduje się grób wieloletniego proboszcza parafii św. Jerzego Męczennika i Podwyższenia Krzyża Świętego ks. Kazimierza Malinosia.